# Marita Scholz
Marita Scholz (Dresde, RDA, 25 de enero de 1977) es una deportista alemana que compitió en remo. Ganó cuatro medallas en el Campeonato Mundial de Remo entre los años 1999 y 2003.

## Palmarés internacional
| Campeonato Mundial | Campeonato Mundial      | Campeonato Mundial | Campeonato Mundial |
| Año                | Lugar                   | Medalla            | Prueba             |
| ------------------ | ----------------------- | ------------------ | ------------------ |
| 1999               | St. Catharines (Canadá) | Medalla de plata   | Cuatro sin timonel |
| 2001               | Lucerna (Suiza)         | Medalla de oro     | Cuatro scull       |
| 2002               | Sevilla (España)        | Medalla de oro     | Cuatro scull       |
| 2003               | Milán (Italia)          | Medalla de bronce  | Cuatro scull       |